# Dippishausen-Oftershausen
Dippishausen-Oftershausen war bis 1984 eine Ortsgemeinde im Kanton Thurgau in der Schweiz. Sie gehörte zur Munizipalgemeinde Alterswilen und umfasste die an der Landstrasse Sulgen–Kreuzlingen gelegenen Weiler Dippishausen, Oftershausen und Bätershausen.
Die Ortsgemeinde hiess im 19. Jahrhundert Oftershausen. Im Jahre 1900 erfolgte eine erste Namensänderung zu Dippishausen, 1953 schliesslich die Umbenennung in Dippishausen-Oftershausen. 1984 schloss sie sich der Ortsgemeinde Siegershausen an, die 1996 zur politischen Gemeinde Kemmental fusionierte.

## Geschichte
Dippishausen wurde 1192 erstmals als Tibinshusen, Oftershausen 1275 als Oftershusen erwähnt. Das Gemeindegebiet lag ursprünglich in der Konstanzer Bischofshöri. Während Dippishausen und Oftershausen vom 13. Jahrhundert bis 1798 der Vogtei Eggen zugehörten, war Bätershausen im Spätmittelalter Teil der Herrschaft Kastell, dann des Gerichts Siegershausen und damit bis 1798 der bischöflichen Obervogtei Gottlieben.
Das Gebiet gehörte zunächst zur Pfarrei St. Stephan in Konstanz. Seit dem 13. Jahrhundert waren Dippishausen und Oftershausen stets nach Alterswilen pfarrgenössig. Nach der Reformation 1529 gingen die wenigen Katholiken in Kreuzlingen zur Kirche, seit 1831 gehören sie zur Pfarrei Emmishofen. Die Pfarrrechte über Bätershausen besass vom 13. Jahrhundert an das Stift Kreuzlingen.
Kornbau in drei Zelgen prägte die bäuerliche Gemeinde. Ab Mitte des 19. Jahrhunderts erfolgte der Übergang zu Vieh- und Milchwirtschaft. 1967 bis 1987 wurde die Güterzusammenlegung vorgenommen.

## Bevölkerung

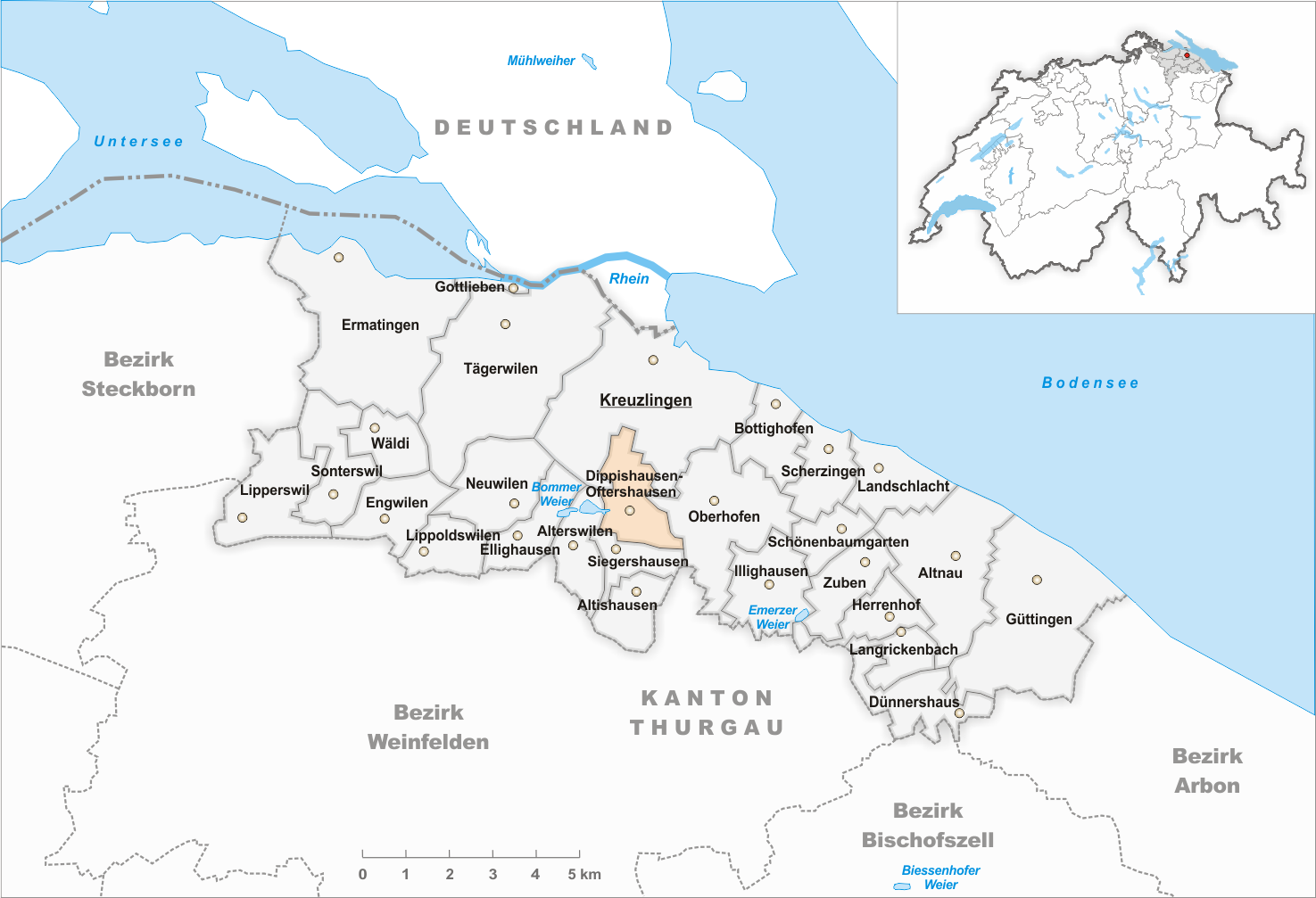
Gemeindestand vor der Fusion im Jahr 1984

| Jahr         | 1850  | 1900  | 1950  | 1980  | 2000  | 2010  | 2018  |
| Ortsgemeinde | 140   | 118   | 140   | 121   |       |       |       |
| Dippishausen |       |       |       |       | 14    | 14    | 11    |
| Oftershausen |       |       |       |       | 57    | 42    | 45    |
| Bätershausen |       |       |       |       | 34    | 52    | 63    |
| Quelle       | [ 2 ] | [ 2 ] | [ 2 ] | [ 2 ] | [ 3 ] | [ 4 ] | [ 5 ] |

|  |

## Sehenswürdigkeiten

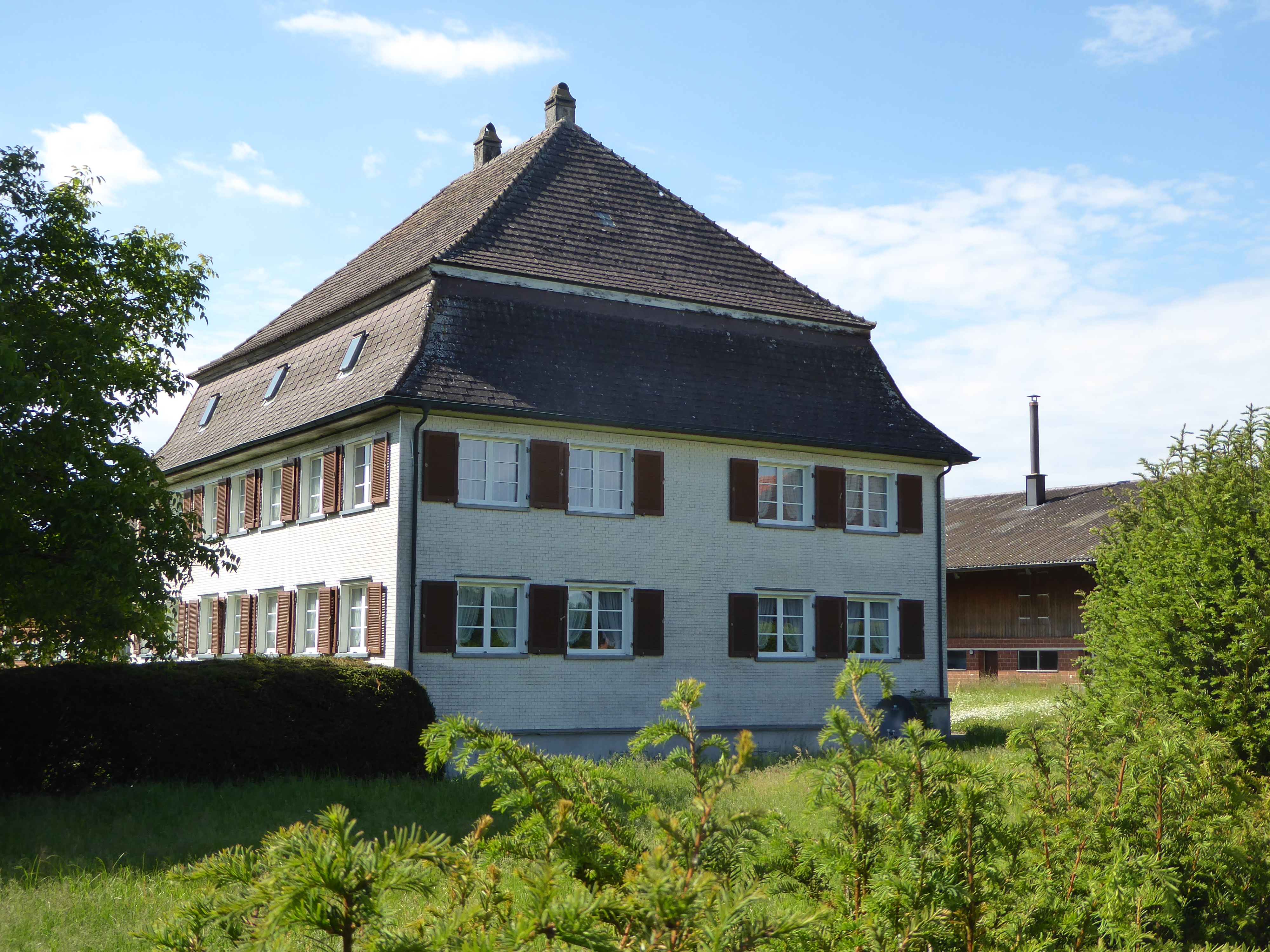
Bauerngut Kull
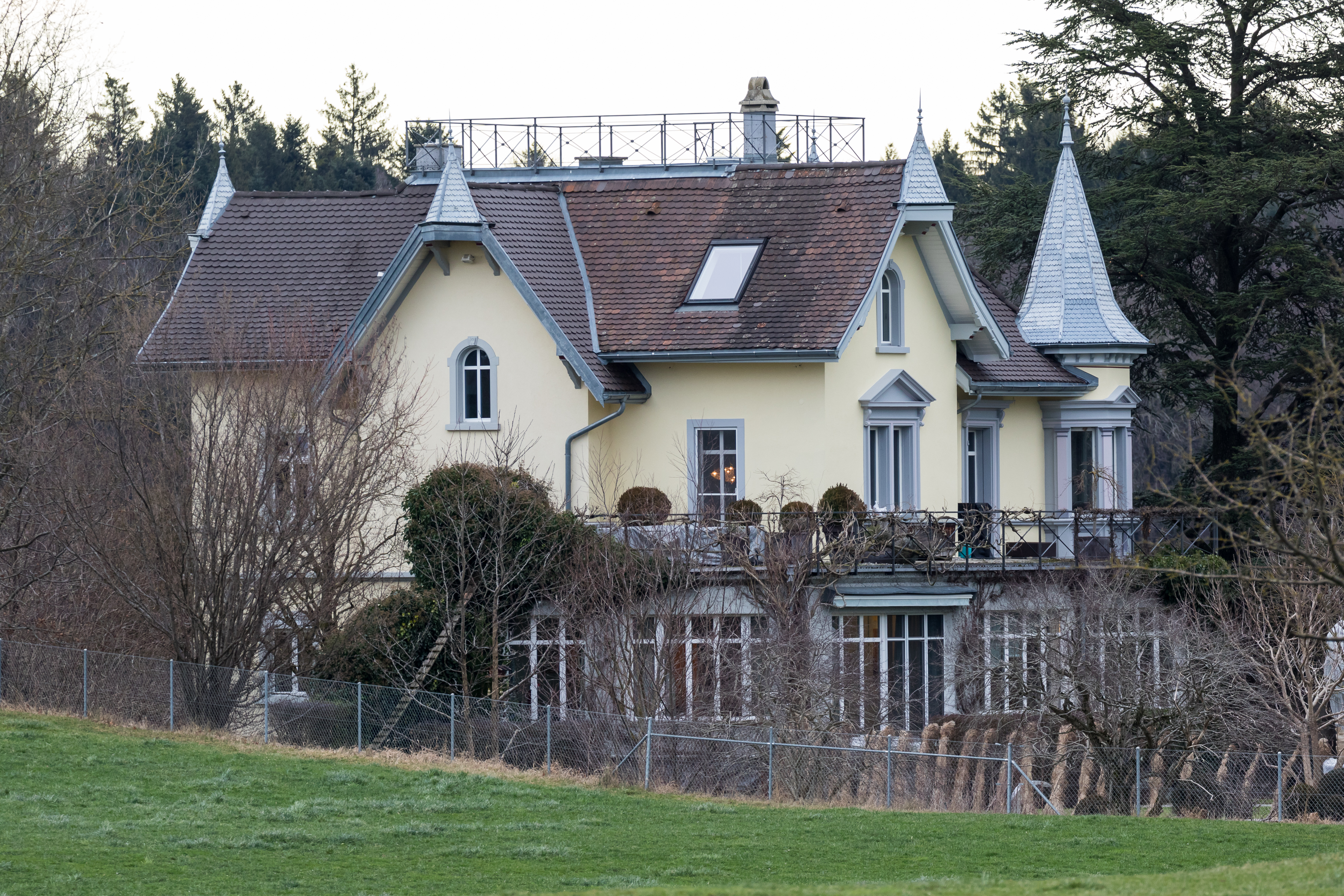
Villa Lindenhof in Dippishausen